# This Time (canción de Starsailor)
«This time» es una canción estilo balada de rock escrita por la banda britpop Starsailor, la cual vuelve parte del sonido cautivador del piano que había sido usado en sus anteriores sencillos y los lanzó a su temprano éxito. Fue lanzado después de un lleno total de su tour por el Reino Unido el cual culminó con un victorioso show en el London’s Brixton Academy. Llegó a posicionarse hasta el #24 de las listas en Reino Unido.

## Video musical
El video muestra a una pareja tratando de encontrarse mutuamente pero sin éxito. El chico va una tienda y compra un oso de felpa para su novia. Dos horas después él tiene un accidente al chocar su auto contra un tren. En ese momento las escenas son repetidas hasta el momento en que él estaba en la tienda sólo que esta vez él se detiene unos segundos para recoger una moneda. Estos segundos de espera lo salvan del accidente y al final (cuando detiene su auto frente al carril del tren) se da cuenta de que la carta que tenía decía que ellos se iban a encontrar en la "estación de radio" y no en la "estación". El video promocional para This Time bien podría ser una referencia cultural a la película Run Lola Run, aunque puede que no haya sido intencional.

## Lista de canciones

### CD
01. «This Time»
02. «Push The Button» (en vivo cover de Sugababes)

### DVD
01. «This Time» (video)
02. «In The Crossfire» (Live from Brixton Academy) (video)
03. «This Time» (Live from Nottingham Rock City) (audio)
04. «Believe Me» (exclusive new track) (audio)

### 7" Coloured Vinyl
01. «This Time»
02. «Believe Me» (nuevo track exclusivo)

## Posicionamiento
| País        | Lista               | Posición |
| ----------- | ------------------- | -------- |
| Irlanda     | Irish Singles Chart | 47       |
| Reino Unido | UK Singles Chart    | 24       |